# Rifargia edvina
Rifargia edvina är en fjärilsart som beskrevs av William Schaus 1939. Rifargia edvina ingår i släktet Rifargia och familjen tandspinnare. Inga underarter finns listade.